# Hospital de Sant Nicolau dels Pontells
L'Hospital de Sant Nicolau dels Pontells, conegut també com a Hospital de Viella, és una obra de Vielha e Mijaran (Vall d'Aran) inclosa a l'Inventari del Patrimoni Arquitectònic de Catalunya.

## Descripció
És un conjunt allargassat d'edificis que es distribueixen a banda i banda del camí, en direcció oest-est formant un carrer. L'hostal se situa a la banda dreta: restaurant amb portes de fàbrica sota una llinda que conté una inscripció (ISQI-FP//MP BIS) i les barres catalanes, refugi adossat amb porta de fàbrica que duu la data 1818, i l'ermita de Santa Quitèria exempta,de factura gòtica (reformada) i perpendicular al camí mirant a l'altre costat.A l'esquerra s'hi troben sengles edificis adossats (quadres,magatzems,i altres dependències); el primer amb una porta original tapiada, i el segon amb espitlleres i una interessant capçalera semicircular orientada, cosa que ens indica que aquest segon espai hauria pogut ésser concebut bé per al culte religiós, bé per a forn de pa d'acord amb la tradició constructiva de la vall.

## Història
L'establiment hospitalari de Sant Nicolau fou erigit durant l'edat Mitjana per monjos pertanyents a l'Ordre dels templaris i dels Hospitalers de Sant Joan. La  construcció va ser ordenada pel rei [Alfons II d'Aragó, dit el Cast, en el 1190, per tal d'acollir els vianants. El fill del rei Alfons, Pere el Catòlic va dotar l'hospital amb l'hostatgeria de Sant Nicolau dels Pontells (1198). En incorporar-se el comtat del Pallars Sobirà a la Corona d'Aragó el difícil pòrt de Vielha serà desplaçat per el de la Bonaigua. Llavors va ser reformat (1501), i va passar a la vila de Viella i administració dels cònsols, i els reis Carles V i Felip II van confirmar-ne els privilegis. Segons es pot comprovar en els llibres de comptes que conserva l'arxiu de l'Ajuntament de Viella en tenia cura un hospitaler/a. L'any 1878 se sap que hi havia una casa de dos pisos amb tres edificis annexos. El canvi d'advocació religiosa per Santa Quitèria (s. XVI) fa pensar en un trasllat definitiu del primitiu emplaçament cap al nord.

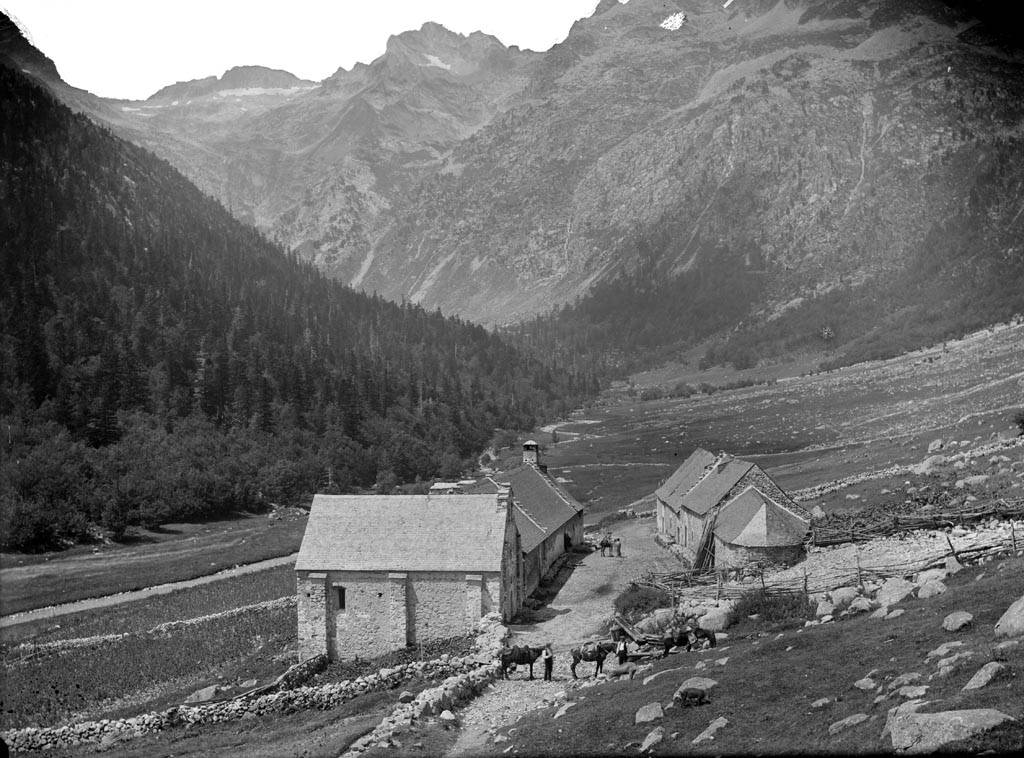
L'hospital durant l'any 1907, fotografiat per Juli Soler i Santaló.